# المشتري السافل (يريم)

تعديل مصدري - تعديل

المشتري السافل محلة تابعة لقرية العارضة، التابعة لعزلة خودان بمديرية يريم إحدى مديريات محافظة إب في الجمهورية اليمنية.، بلغ تعداد سكانها 42 حسب تعداد اليمن لعام 2004.